# Sebastian Nerz

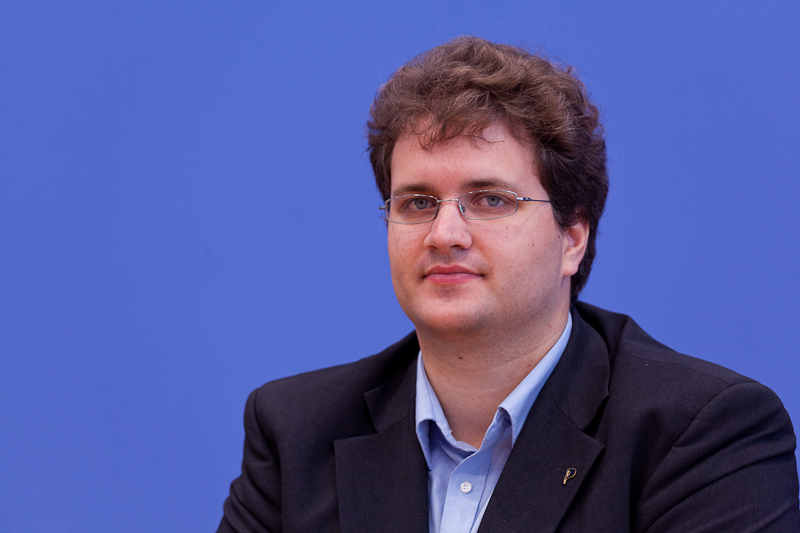
Sebastian Nerz, 2011

Sebastian Matthias Nerz (* 13. Juli 1983 in Reutlingen) ist ein deutscher Politiker (seit 2015 FDP, davor Piratenpartei Deutschland und CDU). Vom Mai 2011 bis April 2012 war er Bundesvorsitzender der Piratenpartei Deutschland.

## Leben
Nerz erlangte 2002 das Abitur an der Geschwister-Scholl-Schule Tübingen. Nachdem er den Zivildienst beim Deutschen Roten Kreuz abgeleistet hatte, begann er im Anschluss 2003 ein Studium der Bioinformatik an der Eberhard-Karls-Universität Tübingen, das er 2010 abschloss. Am 15. Oktober 2011 heiratete er seine langjährige Lebenspartnerin.

## Politik
Nerz war von 2001 bis 2004 aktives Mitglied der CDU im Ortsverband Tübingen und kandidierte zuletzt an 33. Stelle der Parteiliste erfolglos bei den Tübinger Gemeinderatswahlen 2004. 2009 trat er aus der CDU aus.
Nachdem er im Bundestagswahljahr 2009 in die Piratenpartei eingetreten war, fungierte er dort ab November des gleichen Jahres als Beisitzer im neu gegründeten Bezirksverband Tübingen sowie als Koordinator der Arbeitsgemeinschaft Landespolitik im Landesverband Baden-Württemberg, von April 2010 bis Mai 2011 dann als dessen Vorsitzender. Im Mai 2011 wurde er auf dem Bundesparteitag zum Bundesvorsitzenden gewählt. Auf dem Bundesparteitag im April 2012 unterlag er bei der erneuten Wahl zum Bundesvorsitzenden seinem bisherigen Stellvertreter Bernd Schlömer. Nerz wurde zum stellvertretenden Bundesvorsitzenden gewählt.
Nerz wurde auf Listenplatz 1 der Landesliste der Piratenpartei Baden-Württemberg zur Bundestagswahl 2013 gewählt. Außerdem trat er im Wahlkreis Tübingen als Direktkandidat an.
Im Februar 2014 trat er aus der Piratenpartei aus, im Oktober 2015 in die FDP ein.

## Positionen
In einem Kommentar in der Frankfurter Allgemeinen widersprach er unter Berufung auf Die Grenzen des Wachstums und Meinhard Miegel der Vorstellung unendlichen Wirtschaftswachstums und forderte das Ende der „Nachhaltigkeitslüge“.
Im Dezember 2012 war Nerz federführend bei der Gründung des sogenannten „Frankfurter Kollegiums“, einer Interessengemeinschaft innerhalb der PIRATEN.